# Syedra caporiaccoi
Syedra caporiaccoi là một loài nhện trong họ Linyphiidae.
Loài này thuộc chi Syedra. Syedra caporiaccoi được Gábor von Kolosváry miêu tả năm 1938.